# Filip Åkesson Linderoth
Filip Joel Åkesson Linderoth, född 18 februari 2005 är en svensk fotbollsspelare (försvarare) som spelar för Mjällby AIF i Allsvenskan. 

## Karriär
Filip Åkesson Linderoth växte upp i Kristianstad och fick sin fotbollsfostran i Wä IF. Efter att ha gjort en handfull matcher för klubben i division 5 redan som 15-åring flyttade Åkesson Linderoth vidare till Mjällby AIF inför säsongen 2021.
Efter att främst ha spelat i klubbens P17-lag under sina två första säsonger i Mjällby AIF fick Åkesson Linderoth debutera i Allsvenskan under den tredje säsongen. I 3-0-segern mot IK Sirius den 14 maj 2023 fick en 17-årig Åkesson Linderoth göra sin första match i högstaserien. Knappt två månader efter debuten meddelade Mjällby AIF att han flyttats upp i A-laget permanent.

## Statistik
| Klubb              | Säsong             | Liga                   | Liga    | Liga | Nationell cup | Nationell cup | Internationell cup | Internationell cup | Övrigt  | Övrigt | Totalt  | Totalt |
| Klubb              | Säsong             | Division               | Matcher | Mål  | Matcher       | Mål           | Matcher            | Mål                | Matcher | Mål    | Matcher | Mål    |
| ------------------ | ------------------ | ---------------------- | ------- | ---- | ------------- | ------------- | ------------------ | ------------------ | ------- | ------ | ------- | ------ |
| Wä IF              | 2020               | Division 5 Östra Skåne | 3       | 0    | -             | -             | -                  | -                  | -       | -      | 3       | 0      |
| Mjällby AIF        | 2023               | Allsvenskan            | 1       | 0    | 0             | 0             | -                  | -                  | -       | -      | 1       | 0      |
| Totalt i karriären | Totalt i karriären | Totalt i karriären     | 4       | 0    | 0             | 0             | 0                  | 0                  | 0       | 0      | 4       | 0      |